# ديفيد باين (لاعب كرة قدم أسترالية)
ديفيد باين (بالإنجليزية: David Bain)‏ هو لاعب كرة قدم أسترالية أسترالي، ولد في 2 مايو 1966 في ألباني في أستراليا.

## وصلات خارجية
- ديفيد باين على موقع AustralianFootball.com (الإنجليزية)
- ديفيد باين على موقع AFLtables.com (الإنجليزية)